# Кинбурнский 467-й пехотный полк
Сформирован в марте 1916 года из 386-й Гродненской, 403-й и 404-й Могилевских пеших дружин Государственного ополчения 96-й ополченской бригады. Входил в состав 117-й пехотной дивизии. 3 батальона.

## Георгиевские кавалеры
Сояшный Павел Константинович, старший унтер-офицер, Георгиевский крест IV-й степени (Солдатский) № 788552, уроженец с. Донузлав, Донузлавской волости, Евпаторийского уезда, Таврической губернии.

## Командиры
- 01.05.1917 – 01.08.1917 — Симановский Василий Лаврович, подполковник (полковник).